# Коростишів (станція)
Корости́шів — залізнична станція Житомирського напрямку Південно-Західної залізниці. Розташована на західній околиці міста Коростишів та поблизу села Мамрин.

## Історія
Станція є кінцевою на лінії Житомир — Коростишів; найближчий зупинний пункт —  Стрижівка, розташований за 4 км. 
Станція виникла 1957 року на новопрокладеній залізниці Житомир — Коростишів, яку було побудовано у зв'язку із відкриттям 1946 року родовища бурого вугілля поблизу Коростишева. 
По четвергах та суботах курсує приміський дизель-поїзд № 6441/6442 Житомир-Коростишів/Коростишів-Житомир, щоправда через пандемію COVID-19 скасований.

## Розклад
Розклад руху приміських поїздів [Архівовано 19 вересня 2020 у Wayback Machine.]